# 李孝軌
李轨，字孝轨，北周原州平高县（今宁夏固原市）人，自称陇西郡成纪县（今甘肃省秦安县）人，李贤第四子。
周孝闵帝即位，为李轨的叔父李穆增邑通前三千七百户，又别封一子为县伯。李穆请回封李贤之子李孝轨，于是封为升迁县开国伯，官至开府仪同大将军，后封奇章公。